# Џонатан Дејвис
Џонатан Хаусман Дејвис (енгл. Jonathan Houseman Davis; Бејкерсфилд, Калифорнија, САД, 18. јануар 1971) главни је певач у мултиплатинумском ну метал бенду Корн. Иако је вокалиста, он понекад свира и бубњеве и, што најчешће је могуће чути у песмама, гајде што описује Дејвисово порекло.
Одрастао је у граду Бејкерсфилд, где су га подизали његов отац и његова маћеха. Као дете, Џон је имао много траума. У неким песмама лако се може препознати шта се стварно догађало, где он кроз сурове лирике описује свој гнев, па чак се и директно обраћа некој особи. Такве песме су Daddy, Kill You и друге. Џон је као мали имао астму и то га је у петој години одвело у болницу са скоро фаталним последицама.
Дејвис је био последњи који се придружио бенду. Гитаристи Џејмс Шафер (енгл. James Shaffer) или како су га звали Манки (енгл. Munky) и Брајан Велч (ен. Brian „Head“ Welch) су једне вечери уочили Џонатана како пева у својој групи SexArt и одмах га позвали да им се придружи. Тако је основан Корн.